# ISO 3166-2:DK
ISO 3166-2：DK 是 ISO 3166-2 中丹麥的條目，是國際標準化組織 （ISO） 發佈的 ISO 3166 標準的一部分，該標準定義了 ISO 3166-1 編碼的所有國家/地區的主要分區（例如，省或州）的名稱代碼。
該標準的當前版本定義了 2007 年市政改革期間創建的丹麥五個地區的代碼。
每個代碼由兩部分組成，由連字元分隔。第一部分是 DK，即丹麥的 ISO 3166-1 alpha-2 代碼。第二部分是介於81和85之間的兩位數。

## 代码

丹麥的五個大區

| 代碼  | 中文名稱     | 丹麥文名稱  |
| DK-81 | 北日德兰大区 | Nordjylland |
| DK-82 | 中日德兰大区 | Midtjylland |
| DK-83 | 南丹麦大区   | Syddanmark  |
| DK-84 | 首都大区     | Hovedstaden |
| DK-85 | 西兰大区     | Sjælland    |